# Джозеф Кошут
Джозеф Кошут Joseph Kosuth (31 січня 1945 року.Толідо, Огайо, США) — американський художник, есеїст, журналіст, один з основоположників концептуального мистецтва. Відомий своїми інсталяціями.

## Життєпис
Джозеф Кошут народився 31 січня 1945 в Толідо, штат Огайо. Джозеф навчався у Школі дизайну з 1955 по 1962 роки і брав уроки у бельгійського живописця Line Bloom Draper. У 1963 Кошут вступив у Художній інститут Клівленда. Він провів наступний рік у Парижі, подорожував Європою і Північною Африкою. У 1965 році переїхав у Нью-Йоркі, відвідував Школу образотворчих мистецтв до 1967. Свою знамениту роботу «Один і три стільці» зробив, будучи студентом. У 1967 році закінчив школу і почав у ній працювати викладачем.
Джозеф Кошут заснував Музей нормального мистецтва в Нью-Йорк у в 1967 році. Саме там відбулась його перша персональна виставка.
З 1968 Кошут був членом факультету Школи образотворчих мистецтв. У 1969 році художник організував свою виставку під назвою  'Fifteen Locations' , яка пройшла одночасно в 15 галереях світу. Він також брав участь у виставці концептуального мистецтва в січні 1969 в Нью-Йорк. Персональна виставка Кошута в галереї Лео Кастеллі, Нью-Йорку відбулася в 1969 році. У 1969 році також він став американським редактором журналу  'Мистецтво і мова' , взяв участь у виставці  'When Attitude Becomes Form: Works-Concepts-Processes-Situations' у Берні, і в Інституті сучасного мистецтва у Лондоні. Творчість художника була представлена на багатьох виставках, які відображали визнання концептуального мистецтва.
У 1971—1972 Джозеф Кошут вивчав  антропологію і  філософію в Новій школі соціальних досліджень у Нью-Йорку.
Від 1970 по 1974 створював енвайронмент у вигляді класу, де учасники розміщувалися за партами з документами для читання, а тексти або діаграми були на стінах.
Кошут був співредактором журналу Fox (1975—1976) і художнім редактором Marxist Perspectives в 1977—1978.
Художник живе в Нью-Йорку і Бельгії.

## Творчість
На розвиток його творчості вплинула філософія Людвіга Вітгенштейна, яка сформувала його творчість у 1965—1974 рр. У знаменитому есе 1969 року  'Мистецтво після філософії' , Кошут стверджував, що традиційний художньо-історичний  дискурс дійшов до кінця. Він запропонував радикальне дослідження засобів, за допомогою яких мистецтво набувало культурного значення і статусу як мистецтво. «Бути художником сьогодні — означає ставити питання про природу мистецтва»,- стверджував він. Творчість Кошута довгий час розвивалась у дуже вузьких рамках самообмеження, примусу до відточування раз і назавжди оголеного прийому, постійно думаючого про автономію мистецтва.
У 1994  році у Варшаві відбулася спільна виставка Джозефа Кошута і  Іллі Кабакова «Коридор двох банальностей». Демонстрували довгий ряд здвинутих один до одного столів, обшарпаних — з російського боку, охайних — із західного.

## Персональні виставки 1976—2008
| - 2008 Neither Appearance nor Illusion/Ранние работы 1960-х, Sean Kelly Gallery, Нью-Йорк - 2008 Dos tipos de mapas, Galería Juana de Aizpuru, Мадрід - 2007 Centro Atlántico de Arte Moderno, Лас-Пальмас де Гран Канарія - 2006 Galerie Almine Rech, Париж - 2006 a labyrinth into which I can venture, Sean Kelly Gallery, Нью-Йорк - 2006 the early works, Mulier Mulier Gallery, Кнокк-Эйст - 2006 No title, Sprüth Magers London, Лондон - 2006 Simon Lee Gallery, Лондон - 2005 Monika Sprüth Philomene Magers, Мюнхен - 2004 Redefining the Context of Art: 1968—2004, Stedelijk Van Abbemuseum, Ейндховен - 2004 Galleria In Arco, Турин | - 2003 A Centennial Project by Joseph Kosuth, Isabella Stewart Gardner Museum, Бостон - 2000 Essays, Sean Kelly Gallery, Нью-Йорк - 2000 Galleria Lia Rumma Milano, Мілан - 1999 Galleria Lia Rumma, Неаполь - 1999 Eine verstummte Bibliothek, Kunstmuseum des Kantons Thurgau, Warth - 1999 Guests and Foreigners, Rossini in Turkey, Borusan Art Gallery, Стамбул - 1999 Edition Schellmann, Мюнхен - 1997 New Installation and Survey 1965—1997, Irish Museum of Modern Art, Дублін - 1997 Re-defining the Context of Art: 1968—1997: The Second Investigation and Public Media, MIT List Visual Arts Center, Кембрідж - 1976 The Renaissance Society at The University of Chicago, Чикаго |

## Публічні колекції
- Art Gallery of New South Wales, Сідней, Австралія
- National Gallery of Australia [Архівовано 13 серпня 2008 у Wayback Machine.], Канберра, Австралія
- [ Neue Galerie Graz am Landesmuseum Joanneum, Грац, Австрія
- Sammlung Essl — Kunsthaus, Клостернойбург, Австрія
- Museum Moderner Kunst Stiftung Ludwig, Вена, Австрія
- Museum voor Hedendaagse Kunst Antwerpen, Антверпен, Бельгія
- 1 Гент, Бельгія
- ARS AEVI Museum of Contemporary Art, Сараєво, Боснія і Герцеговина
- National Gallery of Canada, Оттава, Канада
- Vancouver Art Gallery, Ванкувер, Канада
- Museet for Samtidskunst, Роскілле, Данія
- Kiasma — Museum of Contemporary Art, Гельсінкі, Фінляндія
- le Musée de l'Objet, Блуа, Франція
- Musée d'Art Contemporain Lyon, Ліон, Франція
- Espace de l'art concret, Муан-Сарту, Франція
- Musee d´Art Moderne et d'Art Contemporain Nice, Ніцца, Франція
- Carré d´art — Musée d´art contemporain de Nîmes, Нім, Франція
- Fondation Cartier pour l'art contemporain, Париж, Франція
- Rhône-Alpes, Institute d'art contemporain, Віллербанн, Франція
- Daimler Contemporary Daimler Contemporary, Берлін, Німеччина
- Hamburger Bahnhof, Museum für Gegenwart, Берлін, Німеччина
- Städtische Galerie Erlangen, Ерланген, Німеччина
- Hamburger Kunsthalle, Гамбург, Німеччина
- Zentrum für Kunst und Medientechnologie Karlsruhe, Карлсруе, Німеччина
- Музей Абтайберг|Städtisches Museum Abteiberg, Менхенгладбах, Німеччина
- Kunstmuseum Stuttgart — Galerie der Stadt Stuttgart, Штутгарт, Німеччина
- Centre for international light art, Унна, Німеччина
- Kunstsammlungen zu Weimar — Neues Museum, Веймар, Німеччина
- Museum of Contemporary Art, Будапешт, Угорщина
- Irish Museum of Modern Art, Дублін, Ірландія
- Museum für moderne und zeitgenössische Kunst, Больцано, Італія
- Fondazione Morra Greco, Неаполь, Італія
- Museo D'Arte Contemporanea Donna Regina, Неаполь, Італія
- Zerynthia, Рим, Італія
- Museo d'Arte Moderna e Contemporanea di Trento e Rovereto, Роверето, Італія
- Museo d´arte contemporanea Castello di Rivoli[недоступне посилання]
- Fondazione Querini Stampalia ONLUS, Венеція, Італія
- Palazzo Forti — Galleria d'Arte Moderna e Contemporanea, Верона, Італія
- 21st Century Museum of Contemporary Art, Канадзава, Японія
- Shizuoka Prefectural Museum of Art, Сідзуока, Японія
- Toyota Municipal Museum of Art, Тойота-Аичи, Японія
- Stedelijk Van Abbemuseum, Нідерланди
- Kröller-Müller museum, Otterlo, Нідерланди
- Berardo Museum, Collection of Modern and Contemporary Art, Лісабон, Португалія
- National Center For Contemporary Art, Москва, Росія
- Museu d´Art Contemporani de Barcelona, Барселона, Іспанія
- Centro Andaluz de Arte Contemporáneo [Архівовано 1 грудня 2020 у Wayback Machine.], Севілья, Іспанія
- Moderna Museet, Стокгольм, Швеція
- Kunstmuseum des Kantons Thurgau, Warth, Швейцарія
- Fotomuseum Winterthur, Вінтертур, Швейцарія
- Tate Britain [Архівовано 16 грудня 2009 у Wayback Machine.], Лондон, Велика Британія
- Художній інститут Чикаго [Архівовано 13 лютого 2010 у Wayback Machine.], Чикаго, США
- Museum of Contemporary Art Chicago, Чикаго, США
- Wright State University Art Galleries, Dayton, США
- Cisneros Fontanals Art Foundation, Маямі, США
- Solomon R. Guggenheim Museum, Нью-Йорк, США
- Whitney Museum of American Art, Нью-Йорк, США
- The Allen Memorial Art Museum [Архівовано 6 грудня 2019 у Wayback Machine.], Огайо, США
- San Francisco Museum of Modern Art, Сан-Франциско, США
- Музей современного искусства [Архівовано 1 грудня 2007 у Wayback Machine.], Нью-Йорк, США
- Addison Gallery of American Art [Архівовано 15 квітня 2016 у Wayback Machine.], Ендовер, Массачусетс, США